# Bengt Edlén
Bengt Edlén (2 de novembro de 1906 — 10 de fevereiro de 1993) foi um físico e astrônomo sueco.
Seu campo de especialização foi a espectroscopia. Participou da solução do "mistério da corona": linhas espectrais não identificadas no espectro solar foram especuladas serem originadas de um elemento químico até então não identificado denominado coronium. Edlén mostrou mais tarde que tais linhas provém de ferro multiplamente ionizado (Fe-XIV). Sua descoberta não foi aceita de imediato, pois a alegada ionização requer uma temperatura de milhões de graus. Mais tarde tais temperaturas da coroa solar foram verificadas.
Também contribuiu na análise do espectro de estrelas Wolf-Rayet.
Edlén foi professor da Universidade de Lund, de 1944 a 1973. Foi eleito membro da Academia Real das Ciências da Suécia em 1947.
Bengt Edlén recebeu a Medalha de Ouro da Royal Astronomical Society de 1945, pela solução do mistério da corona, a Medalha Howard N. Potts de 1946, por pesquisas sobre o infravermelho extremo, e a Medalha Henry Draper de 1968.

## Ligações externas

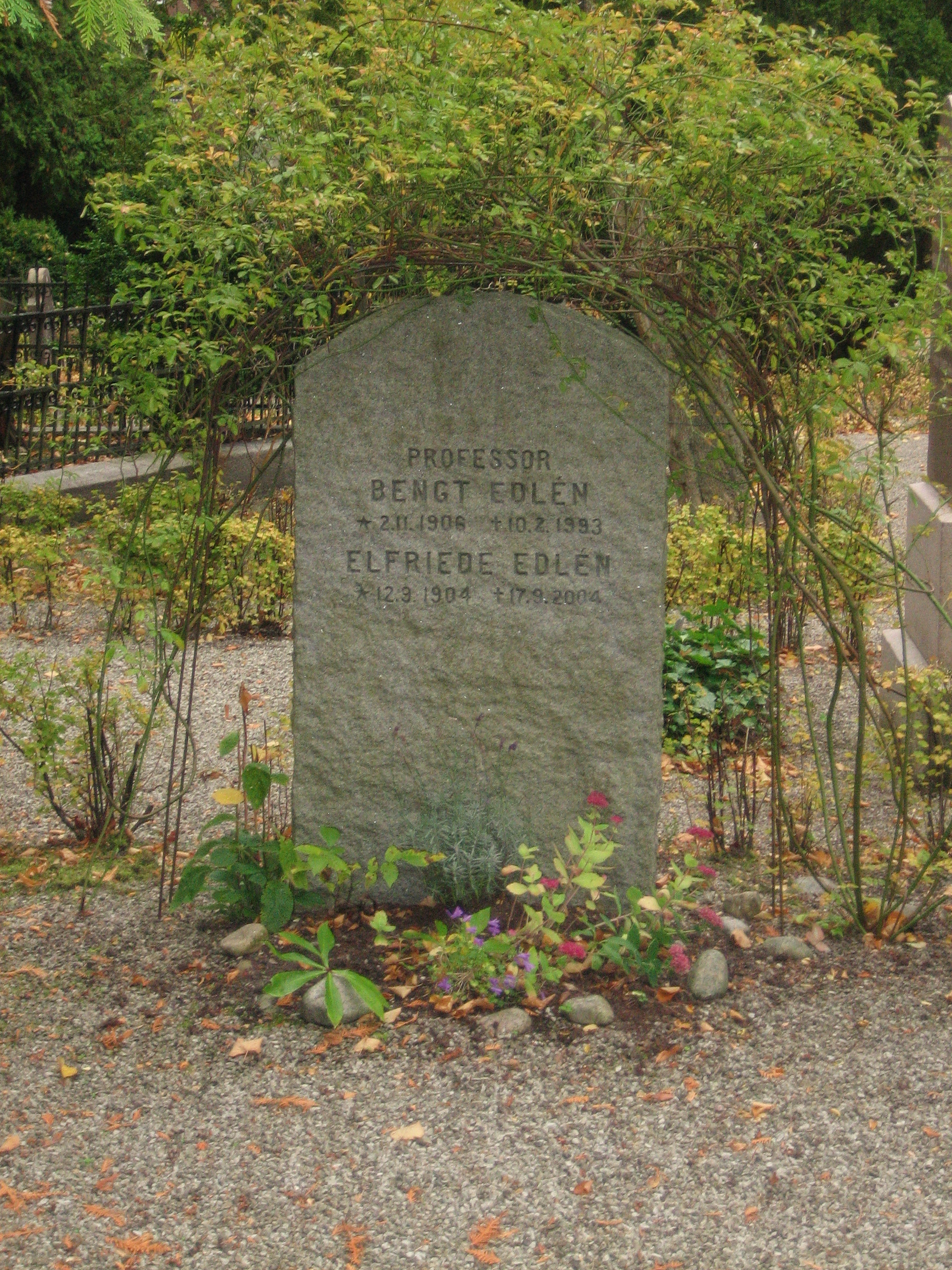
Sepultura de Bengt Edlén em Lund